# Wohnhaus Bürgermeister-Smidt-Straße 120

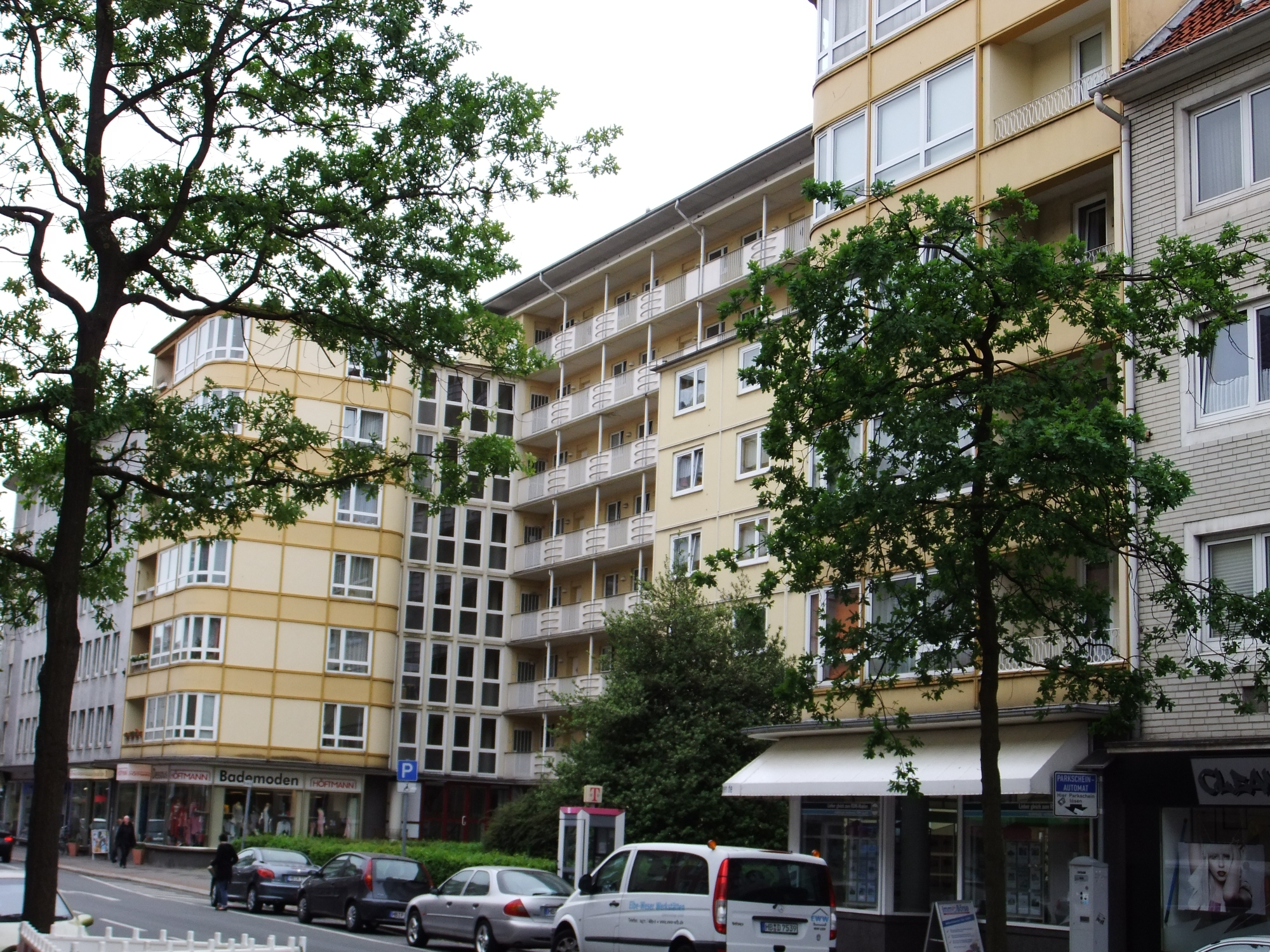
Wohnhaus Bürgermeister-Smidt-Straße 120

Das Wohnhaus Bürgermeister-Smidt-Straße 120 in Bremerhaven-Mitte, Bürgermeister-Smidt-Straße 120–126, wurde 1954 nach Plänen von Oberbaurat a. D. Karl Franzius gebaut.
Die Gebäude stehen seit 2009 unter Bremer Denkmalschutz.

## Geschichte
Die moderne, sechs-, sieben- und achtgeschossige, dreiflügeliges Wohnanlage mit 72 Wohnungen mit 1, 2 und 2½ Zimmern wurde 1954 für die Städtische Wohnungsgesellschaft Bremerhaven (Stäwog) und eine Interessensgemeinschaft errichtet. Prägend sind die zeitgemäßen Laubengänge (Spitzname deshalb Sing-Sing). Der Hauptflügel ist gegenüber der Straße um 12 m zurückgesetzt; davor ein Grünvorplatz.
Das Landesamt für Denkmalpflege Bremen befand: „Nach dem Hochhaus an der Lloydstraße (Freigebiet 1, 1952) gehört das Mietshaus Bürgermeister-Smidt-Straße 122/126 zu den herausragenden Beispielen des innerstädtischen Massenwohnungsbaus der frühen 1950er Jahre...“
Karl Franzius (1905–1993) entwarf Häuser und Kirchen in Bremerhaven und Wilhelmshaven.
Im Haus befinden sich heute (2018) Wohnungen sowie im Erdgeschoss Büros und Geschäfte.